# Rifaximină
Rifaximina este un antibiotic din clasa rifamicinelor, fiind utilizat în tratamentul unor infecții bacteriene. Deși este un analog de rifampicină, rifaximina nu prezintă activitate pe genul Mycobacterium, fiind utilizată în diareea călătorului, sindromul de colon iritabil și în encefalopatia hepatică. Calea de administrare disponibilă este cea orală.
Rifaximina a fost aprobată în Statele Unite pentru uz medical în anul 2004.